# Oleg Bryjak
Oleg Bryjak (ryska:Олег Брыжак), född 27 oktober 1960 i Dzjezkazgan, Kazakiska SSR,  Sovjetunionen, död 24 mars 2015 i Prads-Haute-Bléone, Frankrike, var en kazakisk-tysk basbaryton på Deutsche Oper am Rhein och en internationellt känd operasångare. 
Bryjak var etnisk ukrainare född och uppväxt i Kazakiska SSR, där han studerade på musikskola i Qaraghandy och senare på det Kazakiska Nationalkonservatoriet i Alma-Ata. Han arbetade sedan vid Lvov-operan, Tjeljabinsk-operan och Mariinskijteatern i Leningrad. Efter Sovjetunionens upplösning flyttade han till Tyskland 1991, där han var anställd vid Badisches Staatstheater i Karlsruhe. Från 1996 var han anställd vid Deutsche Oper am Rhein. 
Bryjak omkom den 24 mars 2015 tillsammans med kollegan Maria Radner i Germanwings Flight 9525-kraschen, som inträffade nära Prads-Haute-Bléone i Alpes-de-Haute-Provence i Frankrike. Han och Radner var på väg tillbaka från föreställningar av Richard Wagners Siegfried på Gran Teatre del Liceu i Barcelona.